# Weta (rodzaj)
Weta – rodzaj szarańczaków z rodziny śpieszkowatych (Rhaphidophoridae). Obejmuje dwa endemiczne gatunki Nowej Zelandii:
- Weta chopardi
- Weta thomsoni

Gatunkiem typowym rodzaju jest Weta thomsoni.